# Sabrina Crognale
Sabrina Crognale (Roma, 8 agosto 1985) è un'ex pentatleta italiana.

## Biografia
Nata nel 1985 a Roma, ha iniziato a praticare il pentathlon a 12 anni, nel 1997.
A 26 anni ha partecipato ai Giochi olimpici di Londra 2012, nel pentathlon, arrivando 27ª con 4852 punti, dei quali 880 nella scherma, 1072 nel nuoto, 1128 nell'equitazione e 1772 nel combinato corsa-tiro a segno.